# Жарчин (Західнопоморське воєводство)
Жарчин (пол. Żarczyn, нім. Groß Schönfeld) — село в Польщі, у гміні Відухова Грифінського повіту Західнопоморського воєводства.
Населення — 435 осіб (2011).
У 1975-1998 роках село належало до Щецинського воєводства.

## Демографія
Демографічна структура станом на 31 березня 2011 року:
|          | Загалом | Допрацездатний вік | Працездатний вік | Постпрацездатний вік |
| -------- | ------- | ------------------ | ---------------- | -------------------- |
| Чоловіки | 215     | 49                 | 154              | 12                   |
| Жінки    | 220     | 49                 | 140              | 31                   |
| Разом    | 435     | 98                 | 294              | 43                   |